# Rydułtowy
Rydułtowy (in tedesco: Rydultau), è una città della Polonia meridionale, fa parte del comune di Wodzisław Śląski, nel voivodato della Slesia ed è situata nella parte occidentale degli altopiani della Slesia sulla pianura Rybnik, nella valle di Oświęcim-Raciborz. Rydułtowy è una città di miniere antiche di 200 anni.

## Storia
Rydułtowy è stata menzionata nei documenti la prima volta nel 1228. Rudolphi Willa è il nome della frazione nella Principalità di Racibórz, come mostrato dai libri dell'Arcivescovado di Breslavia del XIII secolo.
Rydułtowy è stata la sede di uno dei 45 sottocampi del campo di concentramento di Auschwitz.
La città è situata nel voivodato della Slesia dal 1999, mentre dal 1975 al 1998 ha fatto parte del voivodato di Katowice.

## Monumenti
- Croce penitenziale
- Edifici dell'Ospedale Municipale "Rydułtowy" ZOZ (Servizio sanitario)
- Chiesa di San Giacomo
- Chiesa di San Giorgio
- Stazione ferroviaria
- Tunnel della ferrovia

## Amministrazione

### Gemellaggi
- Hvidovre
- Orlová
- Reken